# La guerra a Cuba
La guerra a Cuba è un film del 2021 diretto da Renato Giugliano.

## Trama
Un tranquillo paesino del bolognese è stravolto dall'arrivo di una giornalista senza scrupoli e a caccia di uno scoop che non troverà mai. Cinque storie collegate tra loro da un'assurda settimana in cui odio e intolleranza dilagano a suon di fake-news e culminano in una sparatoria durante la festa patronale.

## Produzione
Nato all'interno di un progetto di cooperazione e sviluppo promosso da Cefa Onlus, il film è finanziato dalla Agenzia italiana per la cooperazione allo sviluppo e da un folto numero di sostenitori attraverso il crowdfunding.

Le riprese si svolte tra marzo e aprile 2019 in provincia di Bologna nel Comune di Valsamoggia, comprendendo località come Bazzano, Monteveglio, Spilamberto e Crespellano. 

## Distribuzione
La guerra a Cuba è stato distribuito in Italia da Emera Film e in Spagna da Dinàmic Enginy. È stato presentato nelle sale italiane il 21 giugno 2021.